# 蒙泰
蒙泰（法語：Monthey，法語發音：[mɔ̃tɛ]）是瑞士瓦莱州的一个市镇。该市镇总面积为28.63平方千米，截至2018年12月31日总人口为17,777人。

## 外部連結
- 蒙泰市官网